# Hemiscorpius acanthocercus
Espèce
Hemiscorpius acanthocercus est une espèce de scorpions de la famille des Hemiscorpiidae.

## Distribution
Cette espèce est endémique de la province du Hormozgan en Iran. Elle se rencontre vers Bandar Abbas.

## Description
Le mâle holotype mesure 60,0 mm et la femelle paratype 53,0 mm.

## Publication originale
- Monod & Lourenço, 2005 : Hemiscorpiidae (Scorpiones) from Iran, with descriptions of two new species and notes on biogeography and phylogenetic relationships. Revue Suisse de Zoologie, vol. 112, no 4, p. 869-941 (texte intégral).